# Lilltjärnet (Brunskogs socken, Värmland)
Lilltjärnet är en sjö i Arvika kommun i Värmland och ingår i Göta älvs huvudavrinningsområde.